# Loribel
 (juillet 2025).
Motif : Où sont les sources permettant de démontrer l'admissibilité de cette société sur Wikipédia ?
- Archive Wikiwix
- Bing
- Cairn
- DuckDuckGo
- E. Universalis
- Gallica
- Google
- G. Books
- G. News
- G. Scholar
- Persée
- Qwant
- (zh) Baidu
- (ru) Yandex
- (wd) trouver des œuvres sur Wikidata

| 1. | Préciser le motif de la pose du bandeau. | Précisez le motif de la pose du bandeau en utilisant la syntaxe suivante : {{admissibilité à vérifier\|date=juillet 2025\|motif=remplacez ce texte par le motif}}            |
| 2. | Informer les utilisateurs concernés.     | Pensez à avertir le créateur de l'article, par exemple, en insérant le code ci-dessous sur sa page de discussion : {{subst:avertissement admissibilité à vérifier\|Loribel}} |

 (août 2020).
Si vous disposez d'ouvrages ou d'articles de référence ou si vous connaissez des sites web de qualité traitant du thème abordé ici, merci de compléter l'article en donnant les références utiles à sa vérifiabilité et en les liant à la section « Notes et références ».
Loribel était une société de production de télévision française créée par les animateurs Pascal Bataille et Laurent Fontaine.
Elle est par la suite devenue une filiale du groupe audiovisuel français Unimédia (à ne pas confondre avec le groupe de presse canadien Unimédia), créé et présidé par Pascal Bataille.
Loribel a produit les émissions Y'a pas photo (TF1, deuxième partie de soirée, de 1997 à 2002), Y'a que la vérité qui compte (TF1, deuxième partie de soirée, de juin 2002 à novembre 2006) et La Méthode Cauet (TF1, deuxième partie de soirée, coproduite pendant un temps par Loribel et Be Aware Tivi, puis uniquement par Be Aware Tivi).
Lors de la saison 2004-2005, Y'a que la vérité qui compte est l'émission de deuxième partie de soirée qui réalise, toutes chaînes confondues, les meilleures audiences en France.
Après l'arrêt de ses émissions pour TF1, Loribel produit quelques émissions pour les chaînes du câble, et de la TNT.
En décembre 2009, la société dépose son bilan, en même temps que sa holding Unimédia.